# Seznam výsledků ve finále španělského fotbalového poháru

## Přehled finálových zápasů
| Finálové zápasy Copa del Rey |               |                        |                     |                        |
| Ročník                       | Místo konání  | Vítěz                  | Skóre               | Poražený finalista     |
| 2023/24                      | Sevilla       | Athletic Bilbao        | 1 – 1 (4:2 na pen.) | RCD Mallorca           |
| 2022/23                      | Sevilla       | Real Madrid            | 2 – 1               | CA Osasuna             |
| 2021/22                      | Sevilla       | Real Betis Balompié    | 1 – 1 (5:4 na pen.) | Valencia CF            |
| 2020/21                      | Sevilla       | FC Barcelona           | 4 – 0               | Athletic Bilbao        |
| 2019/20                      | Sevilla       | Real Sociedad          | 1 – 0               | Athletic Bilbao        |
| 2018/19                      | Sevilla       | Valencia CF            | 2 – 1               | FC Barcelona           |
| 2017/18                      | Madrid        | FC Barcelona           | 5 – 0               | Sevilla FC             |
| 2016/17                      | Madrid        | FC Barcelona           | 3 – 1               | Deportivo Alavés       |
| 2015/16                      | Madrid        | FC Barcelona           | 2 – 0 v prodl.      | Sevilla FC             |
| 2014/15                      | Barcelona     | FC Barcelona           | 3 – 1               | Athletic Bilbao        |
| 2013/14                      | Valencie      | Real Madrid            | 2 – 1               | FC Barcelona           |
| 2012/13                      | Madrid        | Atlético Madrid        | 2 – 1 v prodl.      | Real Madrid            |
| 2011/12                      | Madrid        | FC Barcelona           | 3 – 0               | Athletic Bilbao        |
| 2010/11                      | Valencie      | Real Madrid            | 1 – 0 v prodl.      | FC Barcelona           |
| 2009/10                      | Barcelona     | Sevilla FC             | 2 – 0               | Atlético Madrid        |
| 2008/09                      | Valencie      | FC Barcelona           | 4 – 1               | Athletic Bilbao        |
| 2007/08                      | Madrid        | Valencia CF            | 3 – 1               | Getafe CF              |
| 2006/07                      | Madrid        | Sevilla FC             | 1 – 0               | Getafe CF              |
| 2005/06                      | Madrid        | RCD Espanyol           | 4 – 1               | Real Zaragoza          |
| 2004/05                      | Madrid        | Betis Sevilla          | 2 – 1 v prodl.      | CA Osasuna             |
| 2003/04                      | Barcelona     | Real Zaragoza          | 3 – 2 v prodl.      | Real Madrid            |
| 2002/03                      | Elche         | RCD Mallorca           | 3 – 0               | Recreativo de Huelva   |
| 2001/02                      | Madrid        | Deportivo de La Coruña | 2 – 1               | Real Madrid            |
| 2000/01                      | Sevilla       | Real Zaragoza          | 3 – 1               | Celta de Vigo          |
| 1999/00                      | Valencie      | RCD Espanyol           | 2 – 1               | Atlético Madrid        |
| 1998/99                      | Sevilla       | Valencia CF            | 3 – 0               | Atlético Madrid        |
| 1997/98                      | Valencie      | FC Barcelona           | 1 – 1 (5-4 pen.)    | RCD Mallorca           |
| 1996/97                      | Madrid        | FC Barcelona           | 3 – 2               | Betis Sevilla          |
| 1995/96                      | Zaragoza      | Atlético Madrid        | 1 – 0               | FC Barcelona           |
| 1994/95                      | Madrid        | Deportivo de La Coruña | 2 – 1               | Valencia CF            |
| 1993/94                      | Madrid        | Real Zaragoza          | 0 – 0 (5-4 pen.)    | Celta de Vigo          |
| 1992/93                      | Valencie      | Real Madrid            | 2 – 0               | Real Zaragoza          |
| 1991/92                      | Madrid        | Atlético Madrid        | 2 – 0               | Real Madrid            |
| 1990/91                      | Madrid        | Atlético Madrid        | 1 – 0               | RCD Mallorca           |
| 1989/90                      | Valencie      | FC Barcelona           | 2 – 0               | Real Madrid            |
| 1988/89                      | Madrid        | Real Madrid            | 1 – 0               | Real Valladolid        |
| 1987/88                      | Madrid        | FC Barcelona           | 1 – 0               | Real Sociedad          |
| 1986/87                      | Zaragoza      | Real Sociedad          | 2 – 2 (4-2 pen.)    | Atlético Madrid        |
| 1985/86                      | Madrid        | Real Zaragoza          | 1 – 0               | FC Barcelona           |
| 1984/85                      | Madrid        | Atlético Madrid        | 2 – 1               | Athletic Bilbao        |
| 1983/84                      | Madrid        | Athletic Bilbao        | 1 – 0               | FC Barcelona           |
| 1982/83                      | Zaragoza      | FC Barcelona           | 2 – 1               | Real Madrid            |
| 1981/82                      | Valladolid    | Real Madrid            | 2 – 1               | Sporting de Gijón      |
| 1980/81                      | Madrid        | FC Barcelona           | 3 – 1               | Sporting de Gijón      |
| 1979/80                      | Madrid        | Real Madrid            | 6 – 1               | Real Madrid Castilla   |
| 1978/79                      | Madrid        | Valencia CF            | 2 – 0               | Real Madrid            |
| 1977/78                      | Madrid        | FC Barcelona           | 3 – 1               | UD Las Palmas          |
| 1976/77                      | Madrid        | Betis Sevilla          | 2 – 2 (8-7 pen.)    | Athletic Bilbao        |
| 1975/76                      | Madrid        | Atlético Madrid        | 1 – 0               | Real Zaragoza          |
| 1974/75                      | Madrid        | Real Madrid            | 0 – 0 (4-3 pen.)    | Atlético Madrid        |
| 1973/74                      | Madrid        | Real Madrid            | 4 – 0               | FC Barcelona           |
| 1972/73                      | Madrid        | Athletic Bilbao        | 2 – 0               | UD Castellón           |
| 1971/72                      | Madrid        | Atlético Madrid        | 2 – 1               | Valencia CF            |
| 1970/71                      | Madrid        | FC Barcelona           | 4 – 3               | Valencia CF            |
| 1969/70                      | Barcelona     | Real Madrid            | 3 – 1               | Valencia CF            |
| 1968/69                      | Madrid        | Athletic Bilbao        | 1 – 0               | Elche CF               |
| 1967/68                      | Madrid        | FC Barcelona           | 1 – 0               | Real Madrid            |
| 1966/67                      | Madrid        | Valencia CF            | 2 – 1               | Athletic Bilbao        |
| 1965/66                      | Madrid        | Real Zaragoza          | 2 – 0               | Athletic Bilbao        |
| 1964/65                      | Madrid        | Atlético Madrid        | 1 – 0               | Real Zaragoza          |
| 1963/64                      | Madrid        | Real Zaragoza          | 2 – 1               | Atlético Madrid        |
| 1962/63                      | Barcelona     | FC Barcelona           | 3 – 1               | Real Zaragoza          |
| 1961/62                      | Madrid        | Real Madrid            | 2 – 1               | Sevilla FC             |
| 1960/61                      | Madrid        | Atlético Madrid        | 3 – 2               | Real Madrid            |
| 1959/60                      | Madrid        | Atlético Madrid        | 3 – 1               | Real Madrid            |
| 1958/59                      | Madrid        | FC Barcelona           | 4 – 1               | Granada CF             |
| 1958                         | Madrid        | Athletic Bilbao        | 2 – 0               | Real Madrid            |
| 1957                         | Barcelona     | FC Barcelona           | 1 – 0               | RCD Espanyol           |
| 1955/56                      | Madrid        | Athletic Bilbao        | 2 – 1               | Atlético Madrid        |
| 1954/55                      | Madrid        | Athletic Bilbao        | 1 – 0               | Sevilla FC             |
| 1954                         | Madrid        | Valencia CF            | 3 – 0               | FC Barcelona           |
| 1952/53                      | Madrid        | FC Barcelona           | 2 – 1               | Athletic Bilbao        |
| 1952                         | Madrid        | FC Barcelona           | 4 – 2               | Valencia CF            |
| 1951                         | Madrid        | FC Barcelona           | 3 – 0               | Real Sociedad          |
| 1949/50                      | Madrid        | Athletic Bilbao        | 4 – 1               | Real Valladolid        |
| 1948/49                      | Madrid        | Valencia CF            | 1 – 0               | Athletic Bilbao        |
| 1947/48                      | Madrid        | Sevilla FC             | 4 – 1               | Celta de Vigo          |
| 1947                         | A Coruña      | Real Madrid            | 2 – 0               | RCD Espanyol           |
| 1946                         | Barcelona     | Real Madrid            | 3 – 1               | Valencia CF            |
| 1944/45                      | Barcelona     | Athletic Bilbao        | 3 – 2               | Valencia CF            |
| 1944                         | Barcelona     | Athletic Bilbao        | 2 – 0               | Valencia CF            |
| 1943                         | Madrid        | Athletic Bilbao        | 1 – 0               | Real Madrid            |
| 1942                         | Madrid        | FC Barcelona           | 4 – 3               | Athletic Bilbao        |
| 1941                         | Madrid        | Valencia CF            | 3 – 1               | RCD Espanyol           |
| 1941                         | Madrid        | RCD Espanyol           | 3 – 2               | Real Madrid            |
| 1939                         | Barcelona     | Sevilla FC             | 6 – 2               | Racing de Ferrol       |
| 1936                         | Valencie      | Real Madrid            | 2 – 1               | FC Barcelona           |
| 1935                         | Madrid        | Sevilla FC             | 3 – 0               | CE Sabadell FC         |
| 1934                         | Barcelona     | Real Madrid            | 2 – 1               | Valencia CF            |
| 1933                         | Barcelona     | Athletic Bilbao        | 2 – 1               | Real Madrid            |
| 1932                         | Madrid        | Athletic Bilbao        | 1 – 0               | FC Barcelona           |
| 1931                         | Madrid        | Athletic Bilbao        | 3 – 1               | Betis Sevilla          |
| 1930                         | Barcelona     | Athletic Bilbao        | 3 – 2               | Real Madrid            |
| 1928/29                      | Valencie      | RCD Espanyol           | 2 – 1               | Real Madrid            |
| 1928                         | Santander     | FC Barcelona           | 3 – 1               | Real Sociedad          |
| 1927                         | Zaragoza      | Real Unión             | 1 – 0               | Arenas Club de Getxo   |
| 1926                         | Valencie      | FC Barcelona           | 3 – 2               | Atlético Madrid        |
| 1925                         | Sevilla       | FC Barcelona           | 2 – 0               | Arenas Club de Getxo   |
| 1924                         | San Sebastián | Real Unión             | 1 – 0               | Real Madrid            |
| 1923                         | Barcelona     | Athletic Bilbao        | 1 – 0               | CE Europa              |
| 1922                         | Vigo          | FC Barcelona           | 5 – 1               | Real Unión             |
| 1921                         | Bilbao        | Athletic Bilbao        | 4 – 1               | Atlético Madrid        |
| 1920                         | Gijón         | FC Barcelona           | 2 – 0               | Athletic Bilbao        |
| 1919                         | Madrid        | Arenas Club de Getxo   | 5 – 2               | FC Barcelona           |
| 1918                         | Madrid        | Real Unión             | 2 – 0               | Real Madrid            |
| 1917                         | Barcelona     | Real Madrid            | 2 – 1               | Arenas Club de Getxo   |
| 1916                         | Barcelona     | Athletic Bilbao        | 4 – 0               | Real Madrid            |
| 1915                         | Irun          | Athletic Bilbao        | 5 – 0               | RCD Espanyol           |
| 1914                         | Irun          | Athletic Bilbao        | 2 – 1               | FC España de Barcelona |
| 1913 (UECF)                  | Barcelona     | FC Barcelona           | 2 – 1               | Real Sociedad          |
| 1913 (FEF)                   | Madrid        | Rácing de Irún         | 1 – 0               | Athletic Bilbao        |
| 1912                         | Barcelona     | FC Barcelona           | 2 – 0               | Gimnástica de Madrid   |
| 1911                         | Bilbao        | Athletic Bilbao        | 3 – 1               | RCD Espanyol           |
| 1910 (FEF)                   | Madrid        | FC Barcelona           | tabulka             | Español de Madrid      |
| 1910 (UECF)                  | San Sebastián | Athletic Bilbao        | tabulka             | Vasconia               |
| 1909                         | Madrid        | Real Sociedad          | 3 – 1               | Español de Madrid      |
| 1908                         | Madrid        | Real Madrid            | 2 – 1               | Vigo Sporting          |
| 1907                         | Madrid        | Real Madrid            | 1 – 0               | Athletic Bilbao        |
| 1906                         | Madrid        | Real Madrid            | tabulka             | Athletic Bilbao        |
| 1905                         | Madrid        | Real Madrid            | tabulka             | Real Sociedad          |
| 1904                         | Madrid        | Athletic Bilbao        | finále se nehrálo   | Español de Madrid      |
| 1903                         | Madrid        | Athletic Bilbao        | 3 – 2               | Real Madrid            |